# Neal Bledsoe
Neal Bledsoe (Toronto, 26 maart 1981) is een Canadees acteur.

## Biografie
Bledsoe werd geboren in Toronto maar groeide op in Seattle. Hij heeft gestudeerd aan de Shawnigan Lake School op Brits-Columbia, Idyllwild Arts Academy in Idyllwild-Pine Cove en North Carolina School of the Arts in Winston-Salem. 

## Filmografie

### Films
Uitgezonderd korte films.
- 2023 Weak Layers - als Dane Blake
- 2022 Must Love Christmas - als Nick
- 2022 Christmas at the Drive-In - als Holden
- 2022 Susie Searches - als Brady Wren
- 2022 Killer Whales - als Ryan Silver
- 2022 Susie Searches - als Brady Wren
- 2022 The Winter Palace - als prins Henry
- 2020 A Christmas Carousel - als Whitaker
- 2020 Soldier's Heart - als Frank
- 2018 Chiefs - als Enrizo
- 2017 Coming Home for Christmas - als Robert
- 2017 Police State - als John
- 2016 Mars Project - als David Lewis
- 2014 Grand Street – als Hewitt Devoe
- 2014 West End – als Vic Trevi
- 2013 Amateurs - als Brad
- 2012 Junction – als Donald
- 2012 The Drama Department – als Luke
- 2011 A Kiss for Jed Wood – als Jed Wood
- 2011 Danni Lowinski – als Oliver Sachs
- 2010 Sex and the City 2 – als Kevin
- 2009 Under New Management – als FBI agent
- 2008 Revolutionary Road – als gast op feest
- 2007 I'm Paige Wilson – als Birdy
- 2006 The Hunters – als Troy Hunter
- 2005 The Ridge – als Noah

### Televisieseries
Uitgezonderd eenmalige gastrollen.
- 2020 Agents of S.H.I.E.L.D. - als Wilfred 'Freddy' Malick - 2 afl.
- 2019 - 2020 NCIS: New Orleans - als man in rood pak - 3 afl.
- 2018 - 2019 Shameless - als Max Whitford - 4 afl.
- 2015 - 2016  The Mysteries of Laura - als Tony Abbott - 11 afl.
- 2015 The Man in the High Castle - als kapitein Connolly - 4 afl.
- 2013 Ironside - als Teddy - 5 afl.
- 2012 Smash – als John Goodwin – 7 afl.
- 2010 – 2011 Law & Order: Special Victims Unit – als Clifton Montgomery – 3 afl.
- 2009 – 2010 Ugly Betty – als Tyler – 7 afl.
- 2007 As the World Turns – als Gary Bradshaw – 3 afl.
- 2005 Guiding Light – als Quinn – 2 afl.

- Library of Congress Control Number: no2019098666
- Virtual International Authority File: 2342156374128207710000